# Порбай
Порба́й (фр. Portbail) — колишній муніципалітет у Франції, у регіоні Нормандія, департамент Манш. Населення — 1644 осіб (2011).
Муніципалітет був розташований на відстані близько 300 км на захід від Парижа, 100 км на захід від Кана, 55 км на північний захід від Сен-Ло.

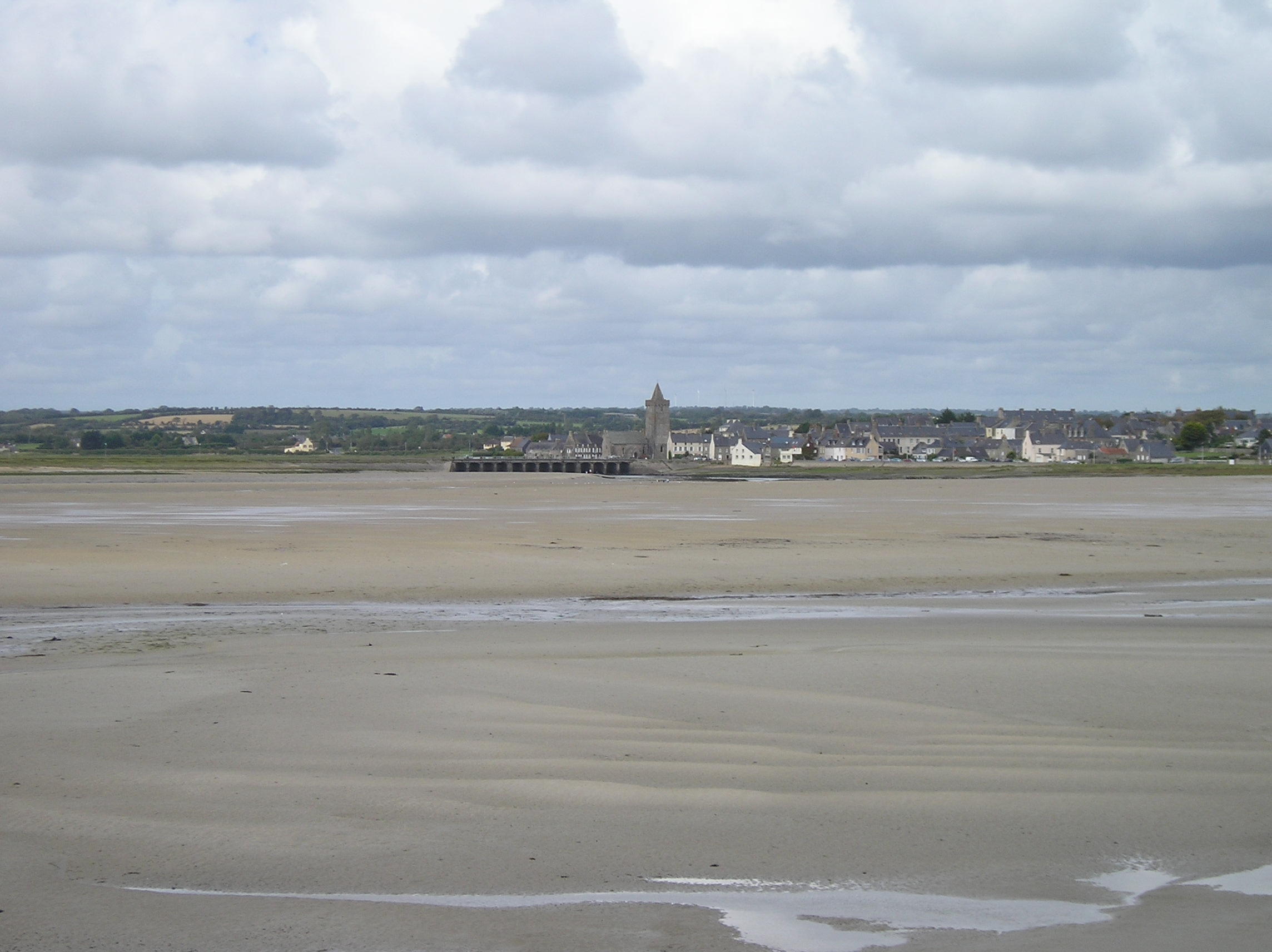

## Історія
До 2015 року муніципалітет перебував у складі регіону Нижня Нормандія. Від 1 січня 2016 року належав до нового об'єднаного регіону Нормандія.
1 січня 2019 року Порбай, Деннвіль i Сен-Ло-д'Урвіль було об'єднано в новий муніципалітет Пор-Бай-сюр-Мер.

## Демографія
Динаміка населення (INSEE ):
Розподіл населення за віком та статтю (2006):
| Стать | Всього | До 15 років | 15-24 | 25-44 | 45-64 | 65-85 | Понад 85 |
| --- | ------ | ----------- | ----- | ----- | ----- | ----- | -------- |
| Чоловіки | 780    | 132         | 84    | 176   | 228   | 140   | 20       |
| Жінки | 872    | 104         | 64    | 184   | 244   | 236   | 40       |
| \| Статево-вікова піраміда \| Статево-вікова піраміда \| Статево-вікова піраміда \| \| ----------------------- \| ----------------------- \| ----------------------- \| \| Чоловіки \| Вік \| Жінки \| \| 20 \| 85 + \| 40 \| \| 36 \| 80-84 \| 56 \| \| 32 \| 75-79 \| 72 \| \| 36 \| 70-74 \| 44 \| \| 36 \| 65-69 \| 64 \| \| 60 \| 60-64 \| 72 \| \| 72 \| 55-59 \| 52 \| \| 44 \| 50-54 \| 64 \| \| 52 \| 45-49 \| 56 \| \| 60 \| 40-44 \| 60 \| \| 48 \| 35-39 \| 76 \| \| 56 \| 30-34 \| 20 \| \| 12 \| 25-29 \| 28 \| \| 32 \| 20-24 \| 16 \| \| 52 \| 15-20 \| 48 \| \| 60 \| 10-14 \| 52 \| \| 36 \| 5-9 \| 28 \| \| 36 \| 0-4 \| 24 \| |        |             |       |       |       |       |          |
| Статево-вікова піраміда |        |             |       |       |       |       |          |
| Чоловіки | Вік    | Жінки       |       |       |       |       |          |
| 20 | 85 +   | 40          |       |       |       |       |          |
| 36 | 80-84  | 56          |       |       |       |       |          |
| 32 | 75-79  | 72          |       |       |       |       |          |
| 36 | 70-74  | 44          |       |       |       |       |          |
| 36 | 65-69  | 64          |       |       |       |       |          |
| 60 | 60-64  | 72          |       |       |       |       |          |
| 72 | 55-59  | 52          |       |       |       |       |          |
| 44 | 50-54  | 64          |       |       |       |       |          |
| 52 | 45-49  | 56          |       |       |       |       |          |
| 60 | 40-44  | 60          |       |       |       |       |          |
| 48 | 35-39  | 76          |       |       |       |       |          |
| 56 | 30-34  | 20          |       |       |       |       |          |
| 12 | 25-29  | 28          |       |       |       |       |          |
| 32 | 20-24  | 16          |       |       |       |       |          |
| 52 | 15-20  | 48          |       |       |       |       |          |
| 60 | 10-14  | 52          |       |       |       |       |          |
| 36 | 5-9    | 28          |       |       |       |       |          |
| 36 | 0-4    | 24          |       |       |       |       |          |

## Економіка
2010 року серед 981 особи працездатного віку (15—64 років) 650 були активними, 331 — неактивною (показник активності 66,3%, у 1999 році було 68,3%). З 650 активних мешканців працювало 568 осіб (319 чоловіків та 249 жінок), безробітними було 82 (32 чоловіки та 50 жінок). Серед 331 неактивної 68 осіб було учнями чи студентами, 166 — пенсіонерами, 97 були неактивними з інших причин.

У 2010 році в муніципалітеті числилось 805 оподаткованих домогосподарств, у яких проживали 1714,5 особи, медіана доходів виносила 18 065 євро на одного особоспоживача